# Tycker om när du tar på mej
Tycker om när du tar på mej, släppt 10 december 2003, var den fjärde singeln  av Per Gessle  från albumet Mazarin . Per Gessle skrev låten i Halmstad den 1 oktober 2002.

## Coverversioner
- Erik Linder spelade 2009 in låten på albumet Inifrån.[3]

## Singeln

### Låtlista
1. Tycker om när du tar på mej - 3:26
2. Mannen med gitarr (demo 20 november 2002)
3. Viskar (demo 30 augusti 2002)
4. Kyss från en främling (demo 18 oktober 1999)

### Listplaceringar
På den svenska singellistan låg singeln i sammanlagt 21 veckor, med två niondeplatser som högsta placering.
| Lista (2003-2004) | Position |
| ----------------- | -------- |
| Sverige           | 9        |

## Övriga resultat
Melodin testades på Svensktoppen, och tog sig in på listan den 1 februari 2004  och nådde sedan andraplatsen som högsta placering. Den 3 oktober 2004 avslutades besöket på Svensktoppen, som totalt varade i 36 veckor  innan låten lämnade listan . Melodin räknades enligt poängsystemet som tredje mest framgångsrika melodi på Svensktoppen under 2004.
På Trackslistan låg den som nykomling på andra plats den 6 december 2003. Den tillbringade totalt tio veckor på Trackslistan, och låg där sista gången den 28 februari 2004.

## Övrigt
I TV-programmet Dom kallar oss artister i Sveriges Television i november 2008 berättade Per Gessle att Tycker om när du tar på mej är hans favoritlåt av alla låtar han spelat in.